# George Rawlinson

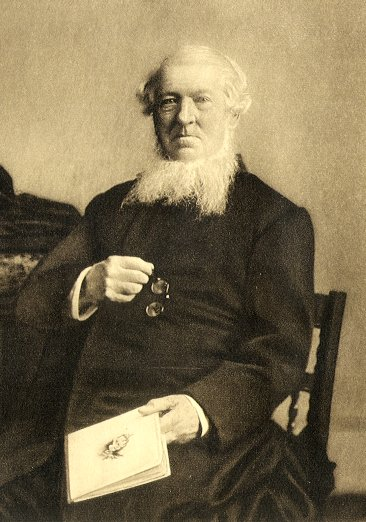
George Rawlinson 1899

George Rawlinson (* 23. November 1812 in Chadlington, Oxfordshire; † 6. Oktober 1902 in Canterbury) war ein britischer Historiker und Geistlicher der Kirche von England.
Rawlinson war der dritte Sohn des Pferdezüchters Abram Tyzack Rawlinson und dessen Ehefrau Elizabeth Eudocia, einer Tochter von Henry Creswicke. Der Diplomat und Keilschriftenforscher Sir Henry Creswicke Rawlinson war sein Bruder.
Nach dem Besuch der Swansea Grammar School und Ealing School immatrikulierte sich Rawlinson 1834 am Trinity College in Oxford. Dort erreichte er 1835 den Grad eines B.A. und schloss 1841 sein Studium mit dem Titel eines M.A. ab. Bereits im darauffolgenden Jahr wurde er zum Priester geweiht. Von 1861 bis 1889 war er Camden-Professors für Alte Geschichte an der Universität Oxford.
Am 6. Juli 1846 heiratete Rawlinson Louisa Wildman, eine Tochter von Sir Robert Chermside. Mit ihr hatte er fünf Töchter und vier Söhne. An der Gründung des Oxford Political Economy Club war Rawlinson maßgeblich mitbeteiligt.
Zusammen mit seinem Bruder übersetzte er Herodot ins Englische; überhaupt machte sich Rawlinson vor allem durch seine kritische Quellenarbeit verdient. Von seinen zahlreichen Werken, die teils großen Einfluss hatten, ist das bekannteste wohl The Five Great Monarchies of the Ancient Eastern World, einer Geschichte vom Babylonisch-chaldäischen Reich bis zu den Achämeniden. Später folgten Nachfolgebände über das Reich der Parther und das Sassanidenreich. Das Werk, obwohl in weiten Teilen freilich veraltet, wird auch heute noch als eine lesenswerte Darstellung, gerade der politischen Geschichte, angesehen.
Im Alter von nahezu 90 Jahren starb Rawlinson am 6. Oktober 1902 nach längerer Krankheit in seinem Haus in Canterbury. Seine letzte Ruhestätte fand er auf dem Hollywell Friedhof in Oxford.

## Schriften (Auswahl)
- The history of Herodotus. A new English version, edited with copious notes and appendices, illustrating the history and geography of Herodotus, from the most recent sources of information; and embodying the chief results, historical and ethnographical, which have been obtained in the progress of cuneiform and hierographical discovery. 4 Bände. Murray, London 1858–1860.
- The historical evidences of the truth of the Scripture records, stated anew, with special reference to the doubts and discoveries of modern times. In eight lectures, delivered in the Oxford University Pulpit, at the Bampton lecture for 1859. Murray, London u. a. 1859.
- On the genuineness and authenticity of the Pentateuch. In: William Thomson (Hrsg.): Aids to faith. A series of theological essays. Murray, London 1862.
- The five great monarchies of the ancient eastern world. Or, the history, geography and antiquities of Chaldaea, Assyria, Babylon, Media and Persia. Collected and illustrated from ancient and modern sources. 4 Bände. Murray, London 1862–1867.
- The alleged historical difficulties of the Old and New Testaments, and the light thrown on them by modern discoveries. In: Christian Evidence Society (Hrsg.): Modern scepticism. Hodder and Stoughton, London 1871, S. 265–303.
- The Seventh Great Oriental Monarchy or the Geography, History, and Antiquities of the Sasanian or New Persian Empire. Longmans, Green & Co, London 1876 (Digitalisat).
- History of Phoenicia. Longmans, Green, and Co., London 1889.